# 분말도
분말도는 시멘트 입자가 얼마나 미세한지를 나타내는 시멘트의 특성값이다. 분말도는 시멘트를 사용하기 위해서 중요하게 쓰인다. 시멘트가 수화반응을 하여 굳어질 때 표면부터 굳어지기 시작하는데 시멘트가 미세한 분말일수록 표면적이 넓어지기 때문에 반응 속도가 더 빨라진다. 따라서 시멘트가 미세할수록 강도 발현 속도가 빨라지는 장점이 있다. 그러나 시멘트가 미세할수록 초기 수화열이 커지며, 시멘트 생산 비용도 커지는 단점이 있다.

## 같이 보기
- 포틀랜드 시멘트

## 참고 문헌
- Michael S. Mamlouk; John P. Zaniewski (2016). 《실험과 함께하는 건설재료학》. 동화기술. 241쪽. ISBN 9788942590896.